# Der Raphaël Dabiré Kusiélé
Der Raphaël Dabiré Kusiélé (né le 27 avril 1948 à Dissin) est un évêque catholique burkinabè, depuis 2006 il est l'évêque de Diébougou (en) au Burkina Faso.

## Biographie
Le 27 avril 1948, Der Raphaël Dabiré Kusiélé naît à Dissin, dans la diocèse de Diébougou, au Burkina Faso. Son parcours scolaire débute à l’école primaire de Dissin, suivi d’études secondaires au petit séminaire de Bobo-Dioulasso. Il fait ensuite des études philosophiques au grand séminaire de Ouagadougou et une formation théologique au grand séminaire de Bobo-Dioulasso, couronnée par un diplôme en théologie.
Il est ordonné prêtre le 12 juillet 1975, puis incardiné dans le diocèse de Diébougou. Il obtient par la suite une licence en sociologie à . Il obtient également une maîtrise en administration publique à l'Université du Québec, au Canada.
Tout au long de sa vie sacerdotale, Der Raphaël Dabiré Kusiélé occupe plusieurs fonctions importantes. De 1975 à 1980, il est vicaire paroissial avant de devenir, à partir de 1980, le coordinateur des projets de développement de son diocèse. Il occupe cette fonction jusqu'en en 1986. Après avoir obtenu sa licence en sociologie en 1989 à l'université pontificale grégorienne de Rome, il reprend la coordination des projets de développement d du diocèse de Diébougou jusqu'en 1993. Cette même année, il est nommé secrétaire général de la fondation Jean-Paul II pour le Sahel, un rôle qu’il tient jusqu'en 2000. De 2001 à 2003, il part au Canada pour des études et y obtient une maîtrise en administration publique à L'université du Quebec. 
En 2003, Il est nommé vicaire épiscopal chargé des projets socio-pastoraux du diocèse de Diébougou,.

### Episcopat
Le 3 avril 2006, le pape Benoît XVI le nomme à l'évêque du diocèse de Diebougou,. L'évêque émérite de Diébougou, Jean-Baptiste Kpiéle Somé, l'ordonna évêque le 24 juin de la même année ; Les co-consécrateurs étaient l'archevêque de Bobo-Dioulasso, Anselme Titianma Sanon, et l'évêque de Fada N’Gourma (de), Paul Yemboaro Ouédraogo. Il succède à Jean-Baptiste Somé, qui a démissionné en conformité avec le code de droit canonique,.